# Tres departamentos y seis ministerios
El sistema tres departamentos y seis ministerios (en chino tradicional, 三省六部; pinyin, Sānshěng liùbù) era el elemento central de la administración de la China imperial. Este sistema se diseñó durante la dinastía de los Han occidentales (206 a. C.-25 d. C.) y entró en funcionamiento oficial bajo la dinastía Sui (589-618), y se hizo esencial bajo la dinastía Tang (618-907). El sistema reemplazó al de los tres señores y nueve ministerios que había predominado bajo la dinastía Qin (221-206 a. C.). 
Los tres departamentos son: 
- El Secretariado (en chino tradicional, 中書省; pinyin, Zhōng shū shěng), órgano político, concibe las reformas y los decretos imperiales en función de la voluntad política reinante;
- La Cancillería (門下省), órgano de consejo, relee y verifica que las reformas no contengan elementos contradictorios con la voluntad política general o con la situación del Imperio.
- El departamento de Asuntos del Estado (尚書省), debe hacer aplicar los decretos aprobados; este ministerio clave tiene seis divisiones(部, bù) : el Ministerio de Personal (吏部), de Hacienda (戶部), de Ritos (禮部), de Guerra (兵部), de Justicia (刑部) y de Obras Públicas (工部).[1]

En la cumbre de esta organización gubernamental se situaba el emperador y los «directores» de cada departamento eran responsables directos ante él.

## Los tres Departamentos
Los tres directores de departamento eran conocidos bajo el nombre de Canciller, estando los tres inmediatamente por debajo del emperador en términos de rango y de poder de decisión. Estos tres cancilleres eran colaboradores inmediatos del emperador, sus ojos, sus oídos, sus eminencias grises.

### Cancillería y Secretariado
La Cancillería y el Secretariado eran los colaboradores más cercanos al emperador, las eminencias grises diseñaban con él las leyes que forjaron la sociedad, la economía y el ejército del Imperio. Su papel era puramente abstracto, imaginando soluciones, leyes, estrategias, presupuestos y proyectos que respondiesen a las necesidades del Imperio.
En este juego, el Secretariado es un órgano político que concibe los planes y las reformas y los formula bajo una forma de proposición de decreto imperial en función de la voluntad política y de las necesidades del momento. Por su parte, la Cancillería es un órgano de consejo, moralizador y limitador que relee y verifica las reformas propuestas para asegurarse de que no contengan elementos contradictorios con la voluntad política general o con la situación imperial. La Cancillería tiene la capacidad de denegar proyectos demasiado ambiciosos (como construcción de palacios o expediciones militares) e incluso para amonestar al emperador si pese a no darle la Cancillería su consentimiento, este si las aprueba.
El emperador tenía la decisión final:
- Podía eliminar los proyectos proclamando decretos-ley por sí mismo;[3]
- Él podía ignorar los consejos de la Cancillería y lanzar acciones costosas pese a su oposición.

### El departamento de Asuntos del Estado y sus seis ministerios
El departamento de Asuntos del Estado era responsable de la aplicación real sobre el inmenso terreno del Imperio. Es este departamento el que recluta, forma, guía, controla y paga a los funcionarios imperiales. Esta inmensa y compleja misión se divide en seis ministerios que gestionan un aspecto problemático para facilitar su función.
- Ministerio de Personal (吏部) a cargo de nombrar, calificar y promover o destituir a los oficiales civiles, así como de emitir los títulos honoríficos.[4]
- Ministerio de Hacienda (戶部) a cargo de recopilar los datos del censo, de recaudar los impuestos y de manejar los ingresos estatales y tenía dos oficinas de moneda a su cargo.[5]
- Ministerio de Ritos (禮部) a cargo de las ceremonias estatales, los rituales y los sacrificios. También supervisaba los registros de sacerdocio budistas y taoístas e incluso la recepción de los envíos desde estados tributarios.[6]
- Ministerio de Guerra (兵部) a cargo de los reclutamientos, promociones y degradaciones de los oficiales militares y del mantenimiento de las instalaciones y equipamiento militares, de las armas y del sistema de correos.[7]
- Ministerio de Justicia (刑部) controlaba los procesos judicial y penal pero no tenía el papel de supervisar al Censorado ni la Gran Corte de Apelación.[8]
- Ministerio de Obras Públicas (工部)a cargo de los proyectos de construcción gubernamentales, del mantenimiento de las carreteras y canales, de la estandarización de pesos y medidas y de reunir los recursos de las áreas rurales.[8]

## Historia
El origen de los tres departamentos y seis ministerios puede rastrearse hasta la dinastía Han (206 a. C.-220 d. C.). Los Han adoptaron en un principio el sistema de tres señores y nueve ministerios bajo la vigilancia de un Canciller a la cabeza de todos los funcionarios. Después, el emperador Wuti (156-87 a. C.), hizo perder poder al canciller y fue el emperador Wei quien instauró un proto-sistema de "tres departamentos y seis ministerios", que será el que, posteriormente los Sui desarrollarán más en profundidad. 